# Кравил (Ер)
Кравил (фр. Crasville) насеље је и општина у северној Француској у региону Горња Нормандија, у департману Ер која припада префектури Евре.
По подацима из 2011. године у општини је живело 123 становника, а густина насељености је износила 50,2 становника/km². Општина се простире на површини од 2,45 km². Налази се на средњој надморској висини од 166 метара (максималној 162 m, а минималној 148 m).

## Демографија
| 1962. | 1968. | 1975. | 1982. | 1990. | 1999. | 2011. |
| ----- | ----- | ----- | ----- | ----- | ----- | ----- |
| 137   | 140   | 128   | 103   | 107   | 123   | 123   |

График промене броја становника у току последњих година